# Danh sách đĩa đơn quán quân Hot 100 năm 1992 (Mỹ)
Billboard Hot 100, công bố hàng tuần bởi tạp chí Billboard, là bảng xếp hạng các đĩa đơn thành công nhất tại thị trường âm nhạc Hoa Kỳ. Các số liệu cho việc xếp hạng được Nielsen SoundScan tổng hợp chung dựa trên doanh số đĩa thường và nhạc số và tần suất phát trên sóng phát thanh.

## Lịch sử phát hành
| Ngày phát hành   | Bài hát                           | Nghệ sĩ                      |
| ---------------- | --------------------------------- | ---------------------------- |
| Tháng 1 ngày 4   | "Black or White"                  | Michael Jackson              |
| Tháng 1 ngày 11  | "Black or White"                  | Michael Jackson              |
| Tháng 1 ngày 18  | "Black or White"                  | Michael Jackson              |
| Tháng 1 ngày 25  | "All 4 Love"                      | Color Me Badd                |
| Tháng 2 ngày 1   | "Don't Let the Sun Go Down on Me" | George Michael và Elton John |
| Tháng 2 ngày 8   | "I'm Too Sexy"                    | Right Said Fred              |
| Tháng 2 ngày 15  | "I'm Too Sexy"                    | Right Said Fred              |
| Tháng 2 ngày 22  | "I'm Too Sexy"                    | Right Said Fred              |
| Tháng 2 ngày 29  | "To Be with You"                  | Mr. Big                      |
| Tháng 3 ngày 7   | "To Be with You"                  | Mr. Big                      |
| Tháng 3 ngày 14  | "To Be with You"                  | Mr. Big                      |
| Tháng 3 ngày 21  | "Save the Best for Last"          | Vanessa Williams             |
| Tháng 3 ngày 28  | "Save the Best for Last"          | Vanessa Williams             |
| Tháng 4 ngày 4   | "Save the Best for Last"          | Vanessa Williams             |
| Tháng 4 ngày 11  | "Save the Best for Last"          | Vanessa Williams             |
| Tháng 4 ngày 18  | "Save the Best for Last"          | Vanessa Williams             |
| Tháng 4 ngày 25  | "Jump"                            | Kris Kross                   |
| Tháng 5 ngày 2   | "Jump"                            | Kris Kross                   |
| Tháng 5 ngày 9   | "Jump"                            | Kris Kross                   |
| Tháng 5 ngày 16  | "Jump"                            | Kris Kross                   |
| Tháng 5 ngày 23  | "Jump"                            | Kris Kross                   |
| Tháng 5 ngày 30  | "Jump"                            | Kris Kross                   |
| Tháng 6 ngày 6   | "Jump"                            | Kris Kross                   |
| Tháng 6 ngày 13  | "Jump"                            | Kris Kross                   |
| Tháng 6 ngày 20  | "I'll Be There"                   | Mariah Carey                 |
| Tháng 6 ngày 27  | "I'll Be There"                   | Mariah Carey                 |
| Tháng 7 ngày 4   | "Baby Got Back"                   | Sir Mix-a-Lot                |
| Tháng 7 ngày 11  | "Baby Got Back"                   | Sir Mix-a-Lot                |
| Tháng 7 ngày 18  | "Baby Got Back"                   | Sir Mix-a-Lot                |
| Tháng 7 ngày 25  | "Baby Got Back"                   | Sir Mix-a-Lot                |
| Tháng 8 ngày 1   | "Baby Got Back"                   | Sir Mix-a-Lot                |
| Tháng 8 ngày 8   | "This Used to Be My Playground"   | Madonna                      |
| Tháng 8 ngày 15  | "End of the Road"                 | Boyz II Men                  |
| Tháng 8 ngày 22  | "End of the Road"                 | Boyz II Men                  |
| Tháng 8 ngày 29  | "End of the Road"                 | Boyz II Men                  |
| Tháng 9 ngày 5   | "End of the Road"                 | Boyz II Men                  |
| Tháng 9 ngày 12  | "End of the Road"                 | Boyz II Men                  |
| Tháng 9 ngày 19  | "End of the Road"                 | Boyz II Men                  |
| Tháng 9 ngày 26  | "End of the Road"                 | Boyz II Men                  |
| Tháng 10 ngày 3  | "End of the Road"                 | Boyz II Men                  |
| Tháng 10 ngày 10 | "End of the Road"                 | Boyz II Men                  |
| Tháng 10 ngày 17 | "End of the Road"                 | Boyz II Men                  |
| Tháng 10 ngày 24 | "End of the Road"                 | Boyz II Men                  |
| Tháng 10 ngày 31 | "End of the Road"                 | Boyz II Men                  |
| Tháng 11 ngày 7  | "End of the Road"                 | Boyz II Men                  |
| Tháng 11 ngày 14 | "How Do You Talk to an Angel"     | The Heights                  |
| Tháng 11 ngày 21 | "How Do You Talk to an Angel"     | The Heights                  |
| Tháng 11 ngày 28 | "I Will Always Love You"          | Whitney Houston              |
| Tháng 12 ngày 5  | "I Will Always Love You"          | Whitney Houston              |
| Tháng 12 ngày 12 | "I Will Always Love You"          | Whitney Houston              |
| Tháng 12 ngày 19 | "I Will Always Love You"          | Whitney Houston              |
| Tháng 12 ngày 26 | "I Will Always Love You"          | Whitney Houston              |